# Adrenalon
Adrenalon (łac. adrenalonum) – organiczny związek chemiczny, pochodna adrenaliny posiadająca ugrupowanie karbonylowe. Stosowany w postaci chlorowodorku jako miejscowy środek hemostatyczny i obkurczający naczynia krwionośne. Był również stosowany wraz z adrenaliną w przypadkach jaskry w postaci kropel do oczu